# Küçüksu-Palast

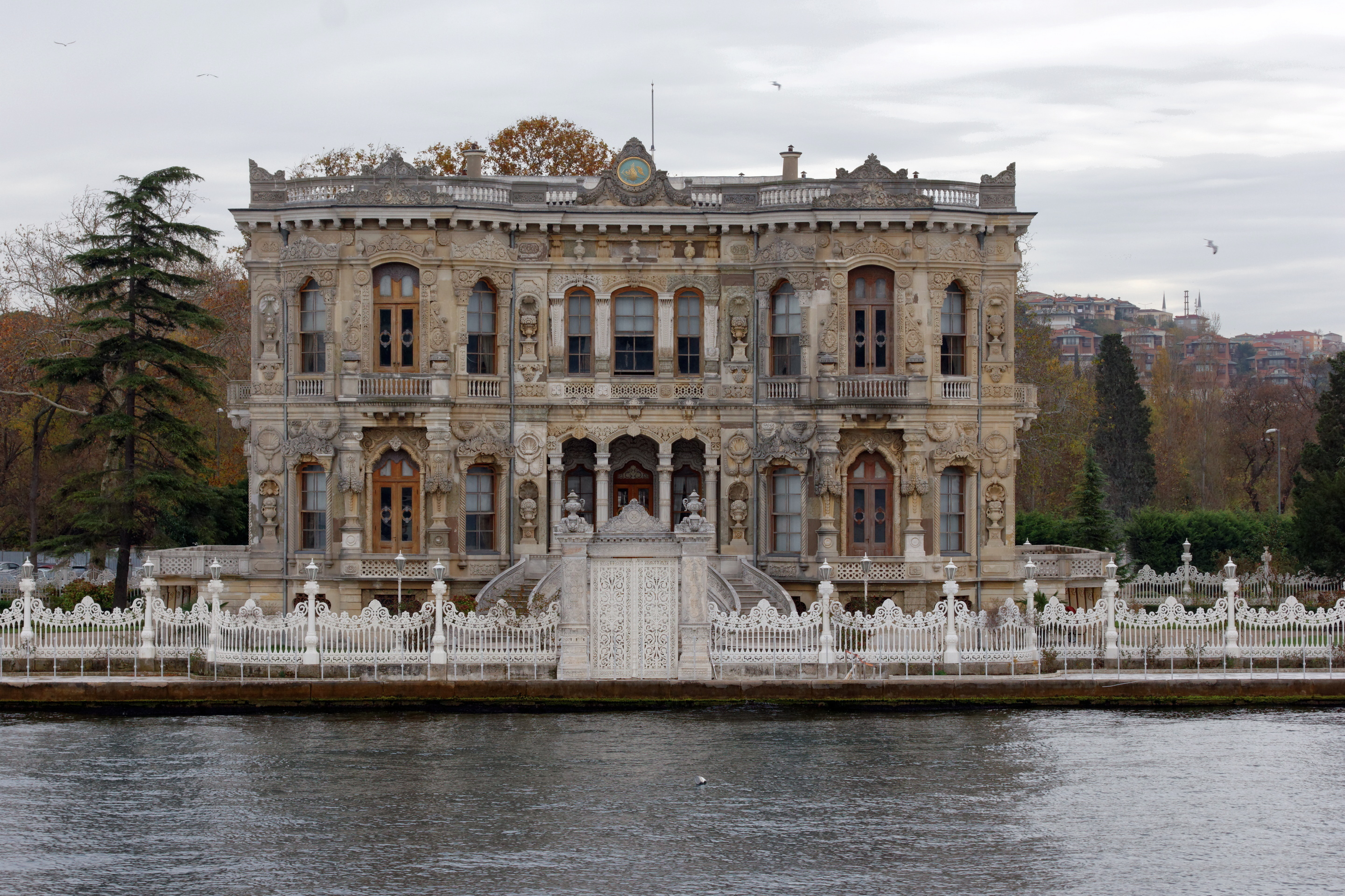
Küçüksu-Palast am Ufer des Bosporus

Der Küçüksu-Palast ist ein Gebäude im neobarocken Stil im Stadtteil Göksu von Istanbul. Das Hauptgebäude wurde 1857 fertiggestellt, ist 27 m lang und 15 m breit und besitzt drei Stockwerke.

## Geschichte
Der Palast liegt auf einem Parkgelände, welches bereits von verschiedenen Historikern aus Byzanz erwähnt wurde und unter den Ottomanen unter dem Namen Kandil Bahçesi (Laternen Garten) bekannt war. Sultan Murad IV. (Sultanat 1623–1640) gab ihm später den Namen Gümüş Selvi (Silberne Cypresse).
Während des Sultanats von Mahmud I errichtete Großwesir Divittar Mehmed Paşa auf dem Parkgelände einen zweistöckigen Pavilion aus Holz, welcher bis mindestens 1839 genutzt wurde.
Der heutige Palast wurde im Auftrag von Sultan Abdülmecid I. von den Architekten Garabed Amira Balyan und seinem Sohn Nigoğayos Balyan entworfen und zwischen 1856 und 1857 erbaut. Die Sultane kamen nur für Ausflüge hierher und kehrten noch am selben Tag zurück. Daher gibt es in dem luxuriösen Ausflugspalast auch kein einziges Bett. Zwischen 1980 und 1983 wurde der Palast aufwendig restauriert und als Museums-Palast genutzt 1996 wurde er vollständig in ein Museum umgewandelt. Das Museum beherbergt u. a. eine Kollektion von Kaminen aus koloriertem Italienischem Marmor.

## Kritik
Für viele Jahrzehnte diente Küçüksu als Picknickort für die Bevölkerung, bis die Erbauer der ersten Bosporus-Brücke die weiten Wiesen als Montageort für die Brückenteile besetzten. Obwohl die Brücke bereits seit 1979 fertig ist, wurden die Anlagen bislang noch nicht wiederhergestellt (Stand 2009).

## Erwähnenswertes
Küçüksu („Kleines Wasser“) ist ein Stadtteil von Beykoz in Istanbul und Geburtsort des Prinzen Sabahaddin. Küçüksus offizielle, nördliche Grenze liegt ca. 200 m südlich des Küçüksu-Palastes.
Der Palast war ein Drehort für den James-Bond-Film Die Welt ist nicht genug, in dem er als Residenz von Elektra King in Baku ausgegeben wurde.
Vom Küçüksu-Palast hat man den besten Blick auf Rumeli Hisarı, eine Burganlage am europäischen Ufer des Bosporus.